# Tapinopa
Tapinopa es un género de arañas araneomorfas de la familia Linyphiidae. Se encuentra en la zona holártica y la India.

## Lista de especies
Según The World Spider Catalog 12.0:
- Tapinopa bilineata Banks, 1893
- Tapinopa disjugata Simon, 1884
- Tapinopa gerede Saaristo, 1997
- Tapinopa guttata Komatsu, 1937
- Tapinopa hentzi Gertsch, 1951
- Tapinopa longidens (Wider, 1834)
- Tapinopa vara Locket, 1982